# Дуббель, Генрих
Генрих Дуббель (нем. Heinrich Dubbel; 8 апреля 1873 — 24 мая 1947) — немецкий учёный, специалист по машиностроению, инициатор создания справочника по машиностроению, впоследствии названного в его честь.

## Биография
Родился в семье инженера, владевшего фабрикой в Ахене. Изучал машиностроение в Техническом университете Ахена, а затем получил опыт работы за границей в Огайо (США). Потом работал дизайнером в компании своего отца. С 1899 года он преподавал в машиностроительных школах от Кёльна до Ахена, Эссена и с 1911 года в школе Бойта в Берлине, где ещё через пять лет получил звание профессора. Из-за политических разногласий с властями национал-социалистов оставил государственную службу в 1934 году и затем работал преимущественно в качестве консультанта издательства Springer в области машиностроения. Он написал несколько эссе и книг, в частности, на тему паровых двигателей и турбин, нефтяных и газовых двигателей, а также о заводских производственных операциях.

## Публикации
- Справочник по математике для инженеров, студентов и преподавателей математики. ОНТИ НКТП СССР, 1936.